# 雷阳街道
雷阳街道，是中华人民共和国安徽省安庆市望江县下辖的一个乡镇级行政单位。2022年8月，设立雷阳街道。将华阳镇新北社区、桃园社区、青林社区、翠湖村、鹤庄村划归雷阳街道管辖。雷阳街道办事处驻新北社区。区划代码为340827001。

## 行政区划
华阳镇下辖以下地区：
新北社区、桃园社区、青林社区、翠湖村、鹤庄村。